# Friedrich Keilberth
Friedrich Keilberth (* 1844 in Burglengenfeld; † 2. Juli 1919 in München) war ein deutscher Komponist und Kapellmeister.
Keilberth wirkte als Komponist und Kapellmeister in München.
Er komponierte u. a. den Bomhard-Marsch und die Musik zu Bilder aus dem Soldatenleben.